# Ильченково (Запорожская область)
Ильченково (укр. Ільченкове) — село,
Новопрокоповский сельский совет,
Токмакский район,
Запорожская область,
Украина.
Код КОАТУУ — 2325283202. Население по переписи 2001 года составляло 169 человек.

## Географическое положение
Село Ильченково находится на расстоянии в 1 км от сёл Сладкая Балка и Новопрокоповка.
По селу протекает пересыхающий ручей с запрудой.
Через село проходит автомобильная дорога Т-0408.

## История
- 1869 год — дата основания.